# Warburton (Australia Zachodnia)
Warburton – osada aborygeńska położona na południu pustyni Gibsona w Australii Zachodniej.